# Liogma simplicicornis
Liogma simplicicornis är en tvåvingeart som beskrevs av Alexander 1940. Liogma simplicicornis ingår i släktet Liogma och familjen mellanharkrankar. Inga underarter finns listade i Catalogue of Life.